# Моноштор
Моноштор (рум. Mănăştur) је насеље у општини Винга, која припада округу Арад у Румунији. Насеље је значајно по присутној српској националној мањини у Румунији.

## Положај насеља
Село Моноштор се налази у источном, румунском Банату, на 30 км јужно од града Арада, ка Темишвару. Село се налази у Поморишју, а сеоски атар је равничарског карактера.

## Историја
Место под тим називом се помиње 1285. године. Не зна се његова тадашња локација; можда је то потез "Манастир". Очигледно је насеље добило име по некадашњем манастиру. Свештеник католички је забележен 1333. године. Моноштор се помиње у даровној дипломи краља угарског Владислава, издатој 1453. године у Пожуну. Село са српским православним становништвом посетили су калуђери манастира Пећке патријаршије 1666. године. Записали су монаси приложнике тамошње становнике: домаћин Илија, поп Лука, кнез Клисура и други.
Царски ревизор Ерлер је 1774. године констатовао да је "Monostur" општина у Сентандрашком округу, у којој постоји поштанска камбијатура, а становништво је претежно влашко (румунско). Када је 1797. године пописан православни клир ту су два свештеника Поповића. Пароси, поп Јован (рукоп. 1772) говори румунским језиком, а његов очигледно наследник поп Арсеније (1791) зна поред српског и румунски језик. Била је то последица интензивне румунизације у источном Банату.
Место се око 1900. године званично назива Темеш-Моноштор. Православно парохијско звање је основано 1779. године а од тада се воде и црквене матичне књиге.
Било је 1857. године отворено место општинског бележника у Моноштору, среза арадског, са платом од 247 ф.
Године 1905. Моноштор је велика општина у Винганском срезу. Ту живи 1.925 становника у 369 домова. Највише је Румуна, Срба има много мање; њих 375 православних душа или 19% станује у 68 кућа. Од српских јавних здања ту су православна црква и народна школа. Насеље има комплетну ПТТ комуникацију са светом.
У Моноштору је пре 1908. године основана Српска земљорадничка задруга са неограниченом одговорношћу.

## Црквена деоба Срба и Румуна у Моноштору
Архимандрит бездински Теофан Живковић је 1870. године написао "Меморандум", и послао министарском секционом саветнику Теодору Мандићу. Мохах Теофан се нарочито заузимао за национално мешовиту општину Моноштор, са око 600 српских душа, коју су насилно предали арадској дијецези (румунској). Борио се он свим снагама, да се српска општина моношторска врати тамо где и припада - српској јерархији. Превара се догодила 1864. године, и та помешана општина је илегално отета без знања патријарха, владике и самих моношторских Срба. Ствар је реализовао неовлашћени чиновник темишварске конзисторије Василијан Петровић (Румун), искористивши тренутак када је место темишварског епископа било упражњено. Код расправне комисије која је због тога сазвана, констатовано је да има 600 Срба, а можда и толико Румуна, ако им се придодају "Зденцијеве слуге" и Цигани. Али арадски владика није хтео да врати Моноштор, јер се бојао румунске "револуције" у месту. Неспоразума је ипак било и то криминалних, судећи по писању новина. У месту је око 1866. године било 128 породица српских које су угрожавали већински Румуни. Српске богослужбене књиге су избацили из цркве, као у Липови и Сент-Андрашу, али отишли су овде и даље од тога. Тамошњег српског свештеника су чак у самом храму истукли, покушавајући да га убију, а каруце српског проте Семиклошког, Ђорђа Николића - исекли су на комаде.
Ништа се међутим званично није десило до 1891. године, а што је лоше утицало на Србе, од којих су све више отпадали појединци, услед агитације румунског свештеника. Стари српски парох Иса Јовановић је умро, и није било никога да га наследи и српску ствар заступа. Српски апели угарском министарству и арадском владици, нису имали ефекта. Успели су само да добију српског учитеља, али српска црквена општина је морала да финансира делом и румунског и немачког комуналног учитеља (1868). Живковићев меморандум је стигао на меродавна места посредством моношторског Србина, Михаила Бурназа. Ни априла 1874. године није донето решење током рада деобног одбора у Карловцима, јер је српска делегација нашла некакву процедуралну препреку. Све је изгледало да је 1878. године Моноштор био заувек препуштен румунској јерархији. Касније је констатовано да се Моноштор ипак изборио да добије свог српског свештеника и учитеља, и да се као засебна црквено-школска општина, поврати у темишварску епархију (српску). Пре почетка редовне парнице, покушала је темишварска епархија маја 1893. године да формира мешовиту комисију, која би поделу заједничке црквено-школске имовине мирно извршила. Није било успеха, имовинска парница је одржана и коначна пресуда публикована 1. октобра 1897. године. Претходно је 1896. године пресудом одређено да Румунима припадне црква а они да исплате Србе. Румуни су пожурили и брзо скупили новац и "истерали" Србе из храма, пре него што су цркву нову направили.
Срби моношторски нису успели да спасу своје предачке тековине и имовину. Жалили су Срби, да су их "једноверна браћа" Румуни буквално из цркве истерали, не дозвољавајући им ни да користе храм, по старом распореду. Срби су остали без цркве али и без звона, иконостаса, књига и утвари црквених, а одштета за одузету цркву била је незнатна. Имали су на располагању 10.000 круна капитала, а само за маоре који су зидали нови храм, отишло је 2000 круна. Српска црквена општина је заузимањем Мише Бурмаза у међувремену купила једну кућу, у којој је била привремена богомоља, плативши 4000 круна. Та "лепа зграда" је освећена 22. децембра 1896. године, од стране архимандрита Дошена и двојице калуђера из манастира Бездина. Када је направљена нова црква, у тој кући - згради су наместили парохијски дом, учитељски стан и школу. Марта 1897. појавило се у новинама писмо из Моноштора - "Јавна захвалност", у којем је изражена захвалност скупштинара - председника општине Михаила Бурмазова - дародавцима, за укупан прилог од 76 ф. 70 новчића, за зидање њихове нове цркве. Током 1898. године још је дотеривано ново црквено здање. Уследио је јуна 1901. јавни позив "Дични србски роде!" за прилоге, од којих би се украсио иконостас и подигла нова школска зграда. Писмо које потписује нови председник општине Тадија Иванов, садржи "жалосну" хронологију догађаја, дугу три деценије. Новембра 1901. године још једном општинари изражавају у новинама "Јавну благодарност", за прилоге којима платише иконостас и школу. Моношторски црквени скупштинари, под председништвом Паје Пајиног поново децембра 1902. године потписују у новинама "Захвалу", свим дародавцима, за прилоге (67 круна) помоћу којих су помогли да се иконостас заврши и црква украси.

## Становништво
По последњем попису из 2002. године село Моноштор имало је 1.086 становника. Последњих деценија број становништва опада.
Село је од давнина било вишенародно, а месни Срби су одувек били мањина. Данас је њихов број много мањи него пре неколико деценија. Национални састав на појединим пописима био је следећи:
| Година пописа | 1910. год.  | 1992. год.  | 2002. год.  |
| Укупно ст.    | 1.913       | 1.153       | 1.086       |
| Срби          | 329 (17,2%) | 51 (4,4%)   | 22 (2,0%)   |
| Румуни        | 986 (51,5%) | 644 (55,9%) | 699 (64,4%) |
| Мађари        | 339 (17,7%) | 49 (4,2%)   | 40 (3,7%)   |
| Немци         | 236 (12,3%) | 43 (3,7%)   | 19 (1,7%)   |
| Словаци       | - (0,0%)    | 153 (13,3%) | 137 (12,6%) |
| Роми          | - (0,0%)    | 206 (17,9%) | 165 (15,2%) |
| остали        | - (0,0%)    | 7 (0,6%)    | 4 (0,4%)    |

## Религија
Прва моношторска црква је описана подробно 1758. године. То је била богомоља од чврстог материјала, посвећена Св. Параскеви. Грађевина као и иконостас озидани печеном циглом. Нови храм је грађен 1829—1831. године недалеко од старе цркве. Иконостас је резбарио билдхауер Јохан Ајстерленер, а иконе осликао живописац Љубомир Александровић. У том храму су службу вршили и Срби и Румуни до градње нове, сада српске цркве.
Када је 1894. године вршен попис народности у месту, 3/4 становника су се изјаснили као Румуни. Начињен је онда споразум по којем су Румуни добили цркву са инвентаром, а Срби намиру у новцу, и парохијски дом са плацем за будући храм. Црквена земља је била подељена на пола. Православци Срби су 1896—1897. године подигли нови храм, по типском пројекту, посвећен Св. кнезу Лазару или празнику Видовдану (1899). Иконостас је дрвена подлога, такође био у том духу, а иконе је радио свештеник аматер иконописац Иван Алексић из Модоша. Црквени званичници "Темеш Моноштора" су се јавно захвалили о празнику Св. Николи 1902. године приложницима за иконописање њиховог храма. Помињу се дародавци прилога од 67 круна: Српска женска добротворна задруга у Митровици, Српска православна црквена општина у Сомбору, Српска занатлијска задруга у Вршцу и извесни Владимир Павловић из Кушића.
По државном шематизму православног клира из 1846. године, Моноштор је имао 1.777 православних житеља. У месту су службовала два пароха Никола Поповић и Арон Поповић.
Моношторски свештеник је 1898. године плаћан и са епархијском донацијом од 200 ф. Када се правила српска црква 1897. године администратор парохије био је јеромонах Василијан Петровић. Петровић је дошао после смрти старог попе Јовановића (1894). Привремени свештеник је 1901. године Самуило Поповић. Платон Марковић администрира следеће 1902. године. Парохијско звање је основано поново 1896. године, а црквено-општински посед износи 29 кј. земље. Године 1905. православна парохија је шесте платежне класе, нема парохијски дом, а парохијска сесија износи 29 кј. земље. Јеромонах Митрофан Шољмошанов је администратор августа 1906. године, и дошао је по одласку јеромонаха Василијана Петровића. А 1907. године постављен је за администратора, јеромонах из манастира Св. Ђурђа, Никанор Савић, родом из Врдника.
Званичници моношторске црквене општине су били: Михаил Бурназов (1897. председник, 1901. епитроп), Аркадија Нешић (1897—1901. потпредседник), Жива Бурназ (1901—1902. касир), Тадија Иванов (1901. председник), Паја Пајчин (1902. председник), Влада Стаморанов (1905. председник)

## Образовање
Школа у Моноштору отворена је 1771. године. По државном попису из 1846. године у месту је било 45 ђака, којима је предавао учитељ Димитрије Шипецан. Моношторска општина је 1867. године била дужна за претплату "Школском листу". Њено сиромаштво је било очигледно, када су приложили за "Школски фонд" само 1 ф. исте године. Моношторски Срби су се почетком 1869. године оделили са школом од Румуна. Зато је марта 1869. расписано стециште за "новоустројену учитељску србску стацију" (школу) у Моноштору. Изабраном учитељу се даје 100 ф. годишње плате у новцу, 30 вагана жита, 10 вагана кукуруза, 2 фата дрва, 6 фати сламе и "слободно обиталиште" (стан). Након поделе црквене у месту 1894. године, црквеној општини Моноштор, епархијске власти су дозволиле да купи једну кућу за школу и привремену богомољу. У моношторској школи је учитељска плата била мања од 300 ф. због сиромаштва општине. Моноштору је била потребна нова школска зграда, али није је могао подићи без помоћи са стране. Излазило је у новинама неколико стечаја за место учитеља, који су кратко остајали у месту. Године 1901. у месној школи је учитељ Иван Јорговановић. Милка Лингулова-Пандовљева родом из Баранде је учитељица 1904—1905. године. Редову наставу тада похађа 24 ученика, а у недељну школу иде 20 старијих ђака. У моношторској српској школи 1907. године учитељ је био Милан Вујковић. Школска зграда у Моноштору је 1908. године оцењена као непрописно грађена. Априла те године одлази привремена учитељица Милка Лунгулова, а поставља се Емилија Обрадовић. Крајем 1908. године још једна смена и наступа нова учитељица Зорка Радишић.